# Hamdiah Damanhuri
Hamdiah Damanhuri, född 16 november 1973, är en indonesisk bågskytt. Hon deltog vid olympiska sommarspelen 1996 och olympiska sommarspelen 2000.